# Megaminx
Le Megaminx est un casse-tête géométrique à trois dimensions. Il fait partie de la famille des Rubik's Cubes et fait partie des épreuves de la World Cube Association (présent en compétitions). Il est de forme dodécaédrique et est constitué de cinquante pièces mobiles.

## Généralités
Il existe des Megaminx à 6 et 12 couleurs. Le dodécaèdre ayant 12 faces, dans les variantes à 6 couleurs, les paires opposées de faces sont de la même couleur. Le schéma le plus connu oppose : le blanc au gris, le rose au violet, le vert foncé au vert clair, le bleu foncé au bleu clair, le rouge au orange.
Le Megaminx est composé :
- d'un axe central comprenant 12 branches et 12 centres ;
- de 20 sommets, comportant 3 étiquettes chacun ;
- de 30 arêtes, comportant 2 étiquettes chacune.

Le nombre de positions différentes pour un Megaminx à douze couleurs est de :
{\displaystyle {\frac {20!\times 3^{19}\times 30!\times 2^{29}}{4}}\approx 1,01\times 10^{68}}
Cela fait exactement 100 669 616 553 523 347 122 516 032 313 645 505 168 688 116 411 019 768 627 200 000 000 000 positions différentes.
Le nombre de positions différentes pour un Megaminx à six couleurs est de :
{\displaystyle {\frac {20!\times 3^{19}\times 30!\times 2^{15}}{4}}\approx 6,14\times 10^{63}}
Cela fait exactement 6 144 385 775 971 883 979 645 753 925 393 402 415 081 061 792 664 780 800 000 000 000 positions différentes.

## Résolution
La résolution du Megaminx est très similaire à celle du Rubik's Cube. Bien que sa forme change, les pièces (arêtes et coins) sont les mêmes et beaucoup d'algorithmes du cube peuvent donc être transposés au Megaminx. Le repérage devient cependant beaucoup plus ardu, de par sa forme et de par son nombre de pièces important.
La résolution la plus simple s'effectue comme ceci :
- on crée une face ;
- on crée une face adjacente à la première ;
- puis une autre adjacente ;
- et encore une autre ;
- les deux dernières se font en même temps, mais avec des algorithmes « précis » ;
- on met les dernières arêtes ;
- on finalise la dernière face.

une autre méthode, inspirée de la méthode couche-par-couche pour le 3x3x3, se fait ainsi:
- on résout une couche (d'abord l'étoile, puis les coins
- on résout les arêtes immédiatement adjacentes, et les coins les plus en retrait
- puis les coins médians, et les arêtes de la pénultième couche
- enfin, l'on fait la dernière étoile, on échange les coins afin de les placer correctement
- pour terminer, on fait tourner les coins qui le nécessitent sans perturber le reste des couches

Le tout avec des algorithmes du 3×3×3 adaptés, car une face possède cinq côtés au lieu de quatre.
Pour minimiser le temps de résolution, il est recommandé de réduire le nombre de mouvements pour chaque solution. Cela favorise une résolution optimale et réduit le nombre de pauses lors de la recherche des pièces (look ahead).

## Records récents
(mars 2025).
 (mars 2025).
 (mars 2025).
La mise en forme du texte ne suit pas les recommandations de Wikipédia : il faut le « wikifier ».
Les points d'amélioration suivants sont les cas les plus fréquents. Le détail des points à revoir est peut-être précisé sur la page de discussion.
- Les titres sont pré-formatés par le logiciel. Ils ne sont ni en capitales, ni en gras.
- Le texte ne doit pas être écrit en capitales (les noms de famille non plus), ni en gras, ni en italique, ni en « petit »…
- Le gras n'est utilisé que pour surligner le titre de l'article dans l'introduction, une seule fois.
- L'italique est rarement utilisé : mots en langue étrangère, titres d'œuvres, noms de bateaux, etc.
- Les citations ne sont pas en italique mais en corps de texte normal. Elles sont entourées par des guillemets français : « et ».
- Les listes à puces sont à éviter, des paragraphes rédigés étant largement préférés. Les tableaux sont à réserver à la présentation de données structurées (résultats, etc.).
- Les appels de note de bas de page (petits chiffres en exposant, introduits par l'outil «  Source ») sont à placer entre la fin de phrase et le point final[comme ça].
- Les liens internes (vers d'autres articles de Wikipédia) sont à choisir avec parcimonie. Créez des liens vers des articles approfondissant le sujet. Les termes génériques sans rapport avec le sujet sont à éviter, ainsi que les répétitions de liens vers un même terme.
- Les liens externes sont à placer uniquement dans une section « Liens externes », à la fin de l'article. Ces liens sont à choisir avec parcimonie suivant les règles définies. Si un lien sert de source à l'article, son insertion dans le texte est à faire par les notes de bas de page.
- La présentation des références doit suivre les conventions bibliographiques. Il est recommandé d'utiliser les modèles {{Ouvrage}}, {{Chapitre}}, {{Article}}, {{Lien web}} et/ou {{Bibliographie}}. Le mode d'édition visuel peut mettre en forme automatiquement les références.
- Insérer une infobox (cadre d'informations à droite) n'est pas obligatoire pour parachever la mise en page.

Pour une aide détaillée, merci de consulter Aide:Wikification.
Si vous pensez que ces points ont été résolus, vous pouvez retirer ce bandeau et améliorer la mise en forme d'un autre article.
 (mars 2025).
 (mars 2025).
| Temps            | Compétiteur          | Nationalité | Lieu                          | Date            |
| ---------------- | -------------------- | ----------- | ----------------------------- | --------------- |
| 22 s 89          | Aidan Grainger       | Royaume-Uni | Weston-super-Mare Spring 2025 | 18 mai 2025     |
| 23 s 18          | Leandro Martín López | Argentine   | Di Tella Inspira 2024         | 13 avril 2024   |
| 24 s 12          | Leandro Martín López | Argentine   | Río Cuarto al Cubo 2023       | 9 décembre 2023 |
| Voir la suite ou |                      |             |                               |                 |

| Temps            | Compétiteur          | Nationalité | Lieu                           | Date             |
| ---------------- | -------------------- | ----------- | ------------------------------ | ---------------- |
| 25 s 36          | Timofei Tarasenko    | Russie      | Central Asian Tour Astana 2025 | 8 février 2025   |
| 26 s 60          | Leandro Martín López | Argentine   | Buenos Aires Fin de Año 2024   | 31 décembre 2024 |
| 26 s 84          | Leandro Martín López | Argentine   | Nacionales Argentinas 2023     | 3 septembre 2023 |
| Voir la suite ou |                      |             |                                |                  |

## Variantes
- L'Impossiball est équivalent à un Megaminx sans ses arêtes et ses centres. Il est donc possible d'y jouer sur un Megaminx en ignorant les arêtes et les centres.
- L'Étoile d'Alexandre est équivalente aux arêtes du Megaminx. Il est donc possible d'y jouer sur un Megaminx en ignorant les sommets et les centres.
- Le Kilominx est une variante 2x2x2 du Megaminx (avec des coins uniquement).
- Le Master Kilominx est une variante 4x4x4 du Megaminx.
- Le Gigaminx est une variante 5x5x5 du Megaminx.
- L'Élite Kilominx est une variante 6x6x6 du Megaminx.
- Le Teraminx est une variante 7x7x7 du Megaminx.
- Le Petaminx est une variante 9x9x9 du Megaminx.